# Bunkface
Bunkface, bildat 2005 i Klang, är ett malaysiskt band. Bandet består av Sam (Shamsul Anuar), Youk (Farouk Jaafar) och Paan (Ahmad Farhan). Bandet bildades 2005 men blev inte kända förrän 2006 då de vann ett par musiktävlingar och kom med i både TV och tidningar. År 2007 släppte de sin första EP med titeln Lesson of the Season som innehöll sex låtar på engelska. Sedan dess har bandet släppt flera låtar som placerat sig högt på listorna i Malaysia. Den 29 mars 2010 släpptes deras första studioalbum Phobia Phoney som innehåller tio låtar.

## Diskografi

### Album
- 29 mars 2010 - Phobia Phoney

1. Bunk Anthem - 2:59
2. Prom Queen - 3:05
3. Revolusi - 3:22
4. Soldier - 4:13
5. Escape Dance - 3:09
6. Dunia - 3:42
7. Ekstravaganza - 3:41
8. Situasi - 3:57
9. You & Me - 3:13
10. Minute To The End - 3:26